# Rezerwat przyrody Dąbrowa Smoszew

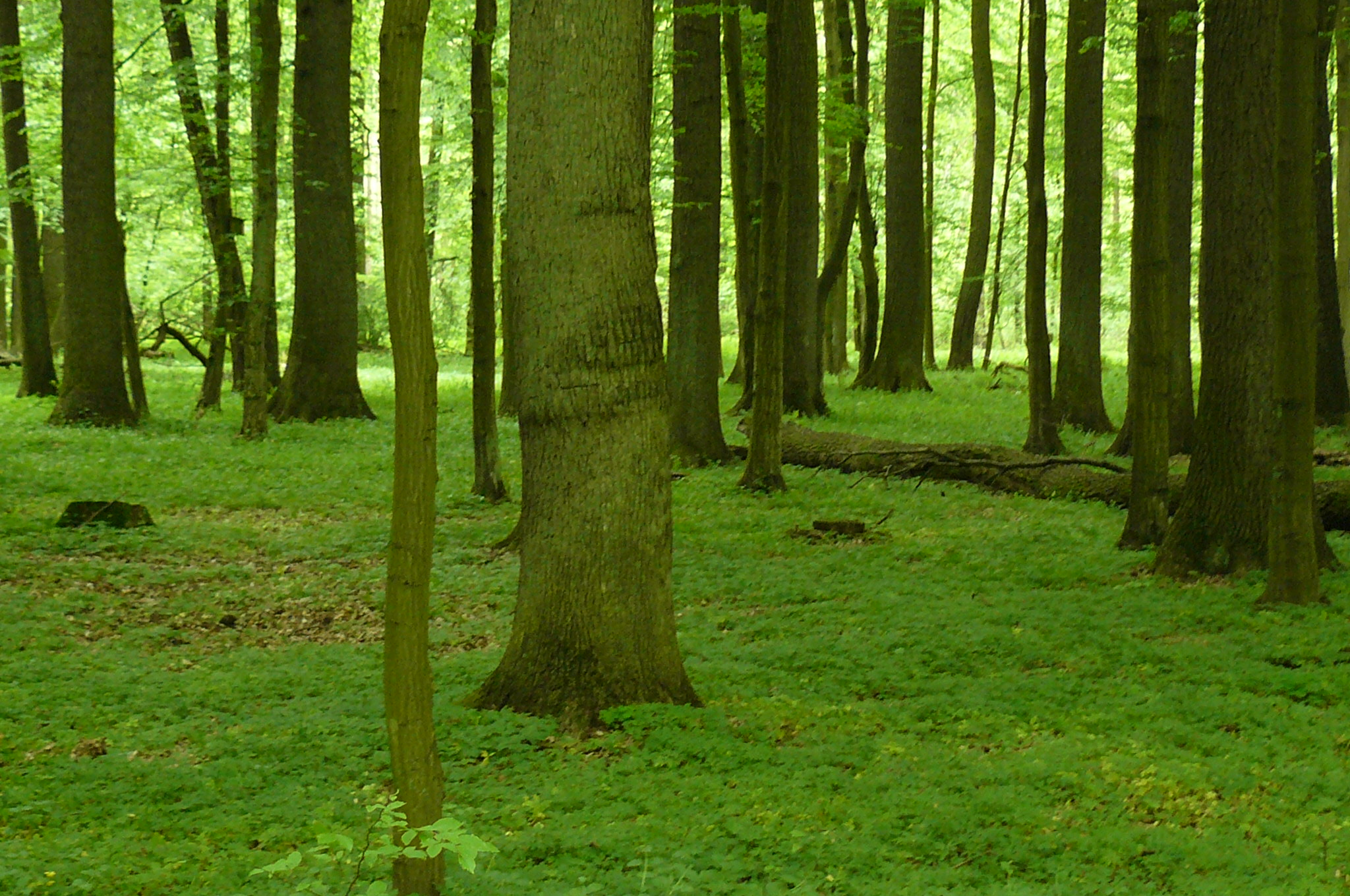
Wnętrze rezerwatu

Rezerwat przyrody Dąbrowa Smoszew – leśny rezerwat przyrody położony w gminie miejsko-wiejskiej Krotoszyn, w powiecie krotoszyńskim, w województwie wielkopolskim, ok. 8 km na południowy wschód od Krotoszyna i ok. 13 km na zachód od Ostrowa.

## Charakterystyka
Obejmuje obszar 13,85 ha (akt powołujący podawał 9,82 ha) naturalnych lasów dębowych, w pobliżu Chwaliszewa. Wokół rezerwatu utworzono otulinę o powierzchni 10,41 ha. Obszar rezerwatu podlega ochronie czynnej.
Rezerwat został utworzony w 1963 roku, a przedmiotem ochrony jest naturalny las mieszany z przewagą dębu, ze starodrzewem i drzewostany na pograniczu lasu dębowo-grabowego łęgu jesionowo-wiązowego i łęgu olszowego. Średni wiek drzew wynosi 120–150 lat. Przeciętna wysokość drzew (dąb, sosna, modrzew, grab, olsza czarna i wiąz) to około 30 metrów.
Całość rezerwatu znajduje się na terenie Obszaru Chronionego Krajobrazu Dąbrowy Krotoszyńskie Baszków-Rochy oraz dwóch obszarów sieci Natura 2000: „Dąbrowy Krotoszyńskie” PLB300007 i „Uroczyska Płyty Krotoszyńskiej” PLH300002.
Ochrona ścisła:
- jarząb brekinia (Sorbus torminalis).

Ochrona częściowa:
- marzanka wonna (Asperula odorata),
- konwalia majowa (Convallaria maialis),
- kruszyna pospolita (Frangula alnus),
- kalina koralowa (Viburnum opulus).

Występują tu też: wawrzynek wilczełyko, lilia złotogłów i rzadko spotykany jaskier kaszubski. Na granicy rezerwatu, przy Leśniczówce Smoszew, rośnie pomnik przyrody – potrójna lipa. W okolicy rozsiane są stanowiska archeologiczne – zgrupowania kurhanów.

## Podstawa prawna
- Zarządzenie Ministra Leśnictwa i Przemysłu Drzewnego z 8.07.1963., Monitor Polski z 1963 r, Nr 65, Poz. 326
- Obwieszczenie Wojewody Wielkopolskiego z dn. 4.10.2001 r. w sprawie ogłoszenia wykazu rezerwatów przyrody utworzonych do dn. 31.12.1998 r.
- Zarządzenie Nr 21/11 Regionalnego Dyrektora Ochrony Środowiska w Poznaniu z dnia 9 czerwca 2011 r. w sprawie rezerwatu przyrody „Dąbrowa Smoszew”